# Terrance Thomas
Terrance Thomas (* 29. Dezember 1980 in Waco, Texas) ist ein US-amerikanischer Basketballspieler.
Der 1,98 m große und 104 kg schwere Small Forward spielte in den USA für das Lon Morris College und die Baylor University. 2004 wechselte er nach Luxemburg zu T71 Dudelange, wo er durchschnittlich 37,1 Punkte, 18,5 Rebounds und 5,4 Assists pro Spiel erzielte. 2005 wechselte er nach Lettland zu BK Ventspils und spielte ab 2006 wieder in den USA für die Fort Worth Flyers.
In der Saison 2007/08 stand Terrance Thomas beim deutschen Bundesligisten Artland Dragons unter Vertrag.